# توم كيندال
توم كيندال (24 أغسطس 1851 في المملكة المتحدة - 17 أغسطس 1924 في أستراليا) (بالإنجليزية: Tom Kendall)‏ هو لاعب كريكت أسترالي. شارك مع منتخب أستراليا الوطني للكريكت.

## وصلات خارجية
- توم كيندال على موقع إي آس بي آن كريك إنفو (الإنجليزية)